# Hurricane (bài hát của Bridgit Mendler)
"Hurricane" là một bài hát của nữ ca sĩ ghi âm người Mỹ Bridgit Mendler từ album phòng thu đầu tay của cô, Hello My Name Is... (2012). Bài hát được biên soạn bởi Mendler, Emanuel "Eman" Kiriakou, Evan "Kidd" Bogart và Andrew "Goldstein" Goldstein. "Hurricane" được chọn làm đĩa đơn quảng bá cho album này và được phát hành miễn phí trên iTunes cho Single of Week (Đĩa đơn của Tuần) vào ngày 22 tháng 10 năm 2012, nhưng sau đó bài hát này đã được chọn làm đĩa đơn chính thức thứ hai của album, theo sau đĩa đơn trước đó là "Ready or Not". Ngày 12 tháng 2 năm 2013, bài hát được chính thức phát hành trên các đài phát thanh.
"Hurricane" nhận được nhiều ý kiến tích cực từ các nhà phê bình âm nhạc, họ nhấn mạnh vào giọng hát của Mendler và giai điệu mang âm hưởng reggae của bài hát. Họ cũng đặc biệt khen ngợi khả năng đọc rap của Mendler và so sánh cô với Cher Lloyd, Lily Allen và Karmin. Bài hát ra mắt tại vị trí thứ 194 trên bảng xếp hạng Hàn Quốc South Korean International Singles Chart, trở thành đĩa đơn thứ hai của cô xuất hiện trên bảng xếp hạng của quốc gia này. "Hurricane" cũng đạt vị trí cao nhất là thứ 4 trên bảng xếp hạng Ukrainian Charts của Ukraina, trở thành đĩa đơn thứ hai của Mendler lọt vào top 5 tại quốc gia này. Riêng tại bảng xếp hạng Billboard Bubbling Under Hot 100 của Mỹ, bài hát ra mắt tại vị trí quán quân.

## Video âm nhạc
Video âm nhạc cho "Hurricane" được quay tại Vương quốc Anh và được ra mắt trên kênh Disney Channel vào ngày 12 tháng 4 năm 2013. Naomi Scott đóng vai bạn thân của Mendler trong video này. Hai người đã từng làm việc với nhau trước đó trong bộ phim Lemonade Mouth của Disney Channel vào năm 2011.

## Biểu diễn trực tiếp
"Hurricane" được biểu diễn trong mọi buổi biểu diễn thuộc chuyến lưu diễn của cô, Bridgit Mendler: Live in Concert. Vào ngày 20 tháng 10 năm 2012, Mendler biểu diễn bài hát trên chương trình Total Access của kênh Radio Disney và Disney Channel. Phiên bản acoustic của "Hurricane" được biểu diễn trong chương trình Off the Charts của Clevver TV. Mendler cũng biểu diễn bài hát trong chương trình Live! with Kelly and Michael vào ngày 11 tháng 3 năm 2013 và trong một tập telenovela của Disney Channel Argentine, Violetta, mà trong đó cô là khách mời đặc biệt. "Hurricane" cũng được Mendler biểu diễn mở màn cho chuyến lưu diễn thứ hai của cô, Bridgit Mendler Summer Tour.

## Danh sách bài hát
- Đĩa đơn quảng bá trên iTunes Mỹ[4]

1. "Hurricane" – 4:03

- Đài phát thanh Mainstream Mỹ[13]

1. "Hurricane" (Radio edit) – 3:43

- Đĩa đơn remix[14]

1. "Hurricane" - 4:06
2. "Hurricane" (C&M Remix) - 4:14

- EP remixes[15]

1. "Hurricane" (Bit Error vocal remix) - 5:30
2. "Hurricane" (Belanger Remix) - 4:21
3. "Hurricane" (Frank Lamboy remix) - 5:04
4. "Hurricane" (Alex Ghenea remix) - 4:00
5. "Hurricane" (C&M Remix) - 4:13

## Xếp hạng
| Bảng xếp hạng (2013)                              | Vị trí cao nhất |
| ------------------------------------------------- | --------------- |
| Bỉ (Ultratip Flanders)                            | 65              |
| Canada (Canadian Hot 100)                         | 81              |
| Ireland (IRMA)                                    | 77              |
| Mexico Ingles Airplay (Billboard)                 | 23              |
| Bồ Đào Nha (Billboard)                            | 42              |
| Nam Triều Tiên (Gaon International Chart)         | 194             |
| Ukraine (FDR Charts)                              | 4               |
| UK Singles (Official Charts Company)              | 157             |
| Hoa Kỳ Bubbling Under Hot 100 Singles (Billboard) | 1               |

## Lịch sử phát hành
| Quốc gia    | Ngày                 | Định dạng                          | Hãng đĩa          |
| ----------- | -------------------- | ---------------------------------- | ----------------- |
| Mỹ          | 22 tháng 10 năm 2012 | Đĩa đơn quảng bá — Tải kỹ thuật số | Hollywood Records |
| Mỹ          | 30 tháng 1 năm 2013  | Đài phát thanh                     | Hollywood Records |
| Mỹ          | 12 tháng 2 năm 2013  | Đài phát thanh Mainstream          | Hollywood Records |
| Canada      | 2 tháng 4 năm 2013   | Đĩa đơn remix                      | Hollywood Records |
| Ireland     | 21 tháng 6 năm 2013  | Đĩa đơn remix, EP remixes          | Hollywood Records |
| Anh         | 21 tháng 6 năm 2013  | Đĩa đơn remix, EP remixes          | Hollywood Records |
| Áo          | 21 tháng 6 năm 2013  | EP remiexes                        | Hollywood Records |
| Bỉ          | 21 tháng 6 năm 2013  | EP remiexes                        | Hollywood Records |
| Phần Lan    | 21 tháng 6 năm 2013  | EP remiexes                        | Hollywood Records |
| Đức         | 21 tháng 6 năm 2013  | EP remiexes                        | Hollywood Records |
| Hà Lan      | 21 tháng 6 năm 2013  | EP remiexes                        | Hollywood Records |
| New Zealand | 21 tháng 6 năm 2013  | EP remiexes                        | Hollywood Records |
| Na Uy       | 21 tháng 6 năm 2013  | EP remiexes                        | Hollywood Records |
| Canada      | 25 tháng 6 năm 2013  | EP remiexes                        | Hollywood Records |
| Mỹ          | 25 tháng 6 năm 2013  | EP remiexes                        | Hollywood Records |